# 322 (عدد)
322 هو عدد صحيح، يلي العدد 321 وويسبق العدد 323.

## في الرياضيات

### خصائص
- عدد طبيعي.[3]
- عدد زوجي.[4][5]
- عدد موجب،[6] السالب منه هو -322.[7]

## في التاريخ
- 322 هـ هي سنة في التقويم الهجري.
- هي سنة 322 م في التقويم الميلادي.

## وصلات خارجية
الأعداد الصاتمة، ديوان اللغة العربية.